# Tomáš König
Tomáš František König (německy Thomas König; 1650? – 1682 nebo 1683) byl římskokatolický kněz a losinský farář, který se snažil zastavit čarodějnické procesy na Losinsku a Šumpersku. Spolu s několika dalšími severomoravskými duchovními apeloval na své představené, aby zvážili věrohodnost svědectví a viny údajných čarodějnic. Rovněž se podílel na pokusu zachránit svého přítele Kryštofa Aloise Lautnera, duchovního obviněného inkvizičním tribunálem z čarodějnictví. Vysloužil si tím upřímnou nenávist hlavního inkvizitora Jindřicha Bobliga z Edelstadtu. V roce 1682 byl přeložen z Losin a krátce na to zemřel.

## Snaha o záchranu Kryštofa Lautnera
Tomáš König již od počátku (1678) sledoval severomoravské procesy z bezprostřední blízkosti, neboť byl farářem ve Velkých Losinách, kde byl zřízen první inkviziční tribunál a kde vše začalo. O jeho počátečních aktivitách se však nezachovaly žádné prameny. Je však jisté, že byl přítelem šumperského děkana Kryštofa Lautnera, který inkvizitorovi Bobligovi ležel nejvíce v žaludku. Boblig nechal Lautnera zatknout 18. srpna 1680. Dne 5. září 1680 skončily na hranici čtyři losinské ženy, které jako první obvinily Lautnera z čarodějnictví. Těsně před popravou přiznaly tyto ženy Königovi, sobotínskému faráři Eusebiu Leandru Schmidtovi a rapotínskému kaplanovi Jiřímu Antonínu Lachnitovi, že ze strachu před mučením označily za čarodějníky různé církevní osoby, především Lautnera a rapotínského faráře Bapsta. Tři kněží následně vydali osvědčení, které poslali olomoucké biskupské konzistoři a v němž stálo, že ony ženy: "bez donucení vyznaly před námi s velikou bolestí, že se při vyšetřování těžce provinily a násilím i ze strachu před mučením označily některé duchovní... za viníky nejtěžších zločinů, a to ne ze svého vlastního, ale jim příliš jasně daného popudu." Boblig se o tomto osvědčení dozvěděl a velmi se rozzuřil. Označil Königa za lháře a snažil se pomocí dopisů a výhrůžek trojici kněží zastrašit. König věděl, že z Bobligem si není radno zahrávat. 18. září 1680 napsal dopis přímo olomouckému biskupovi Karlu II. z Lichtenštejna-Kastelkornu, v němž reaguje na útoky losinské inkviziční komise na svou osobu. Stálo v něm mj.: "Spravedlivou bolestí pohnut a dohnán krajní nezbytností...doprošuji se nejlaskavější ochrany své (...) Proto před námi odvolaly (čtyři ženy odsouzené za čarodějnictví) častěji a naše svědomí zatížily... a na tomto odvolání pevně stojíce vytrvaly až do konce. Když se to stalo známým panu faráři v Rapotíně a Rýmařově, tehdy zmíněný farář v Rýmařově pobouřen v duchu i krutostí napsal našim biskupským úředníkům žalostný dopis a mne tak prozradil. Tímto poznáním mi velmi nepřátelští úředníci ... poslali do farnosti tři úředníky, kteří jménem p. Bobliga a celé inkviziční komise předložili mi následující věci. Že je jim známo, jak nespravedlivě obviňuji zmíněného p. Bobliga, tak ostatní slovem i písmem a velmi těžkými potupami snižuji jejich autoritu. Proto nejsem hoden jména kněz, ale pro zvrácené jednání a pomlouvání... mi dají takový příklad, abych si je navěky pamatoval." Boblig neříkal žádné výhrůžky naprázdno a v následujících měsících začal shromažďovat na Königa usvědčující materiál. Zřejmě předpokládal, že až skončí s Lautnerem, nechá zatknout i jeho. Nicméně König mu unikl. Začátkem roku 1682 byl přeložen a krátce nato zemřel. Je příznačné, že jeho smrt Bobliga od dalšího úsilí ho očernit neodradila a dál sháněl "důkazy" o jeho čarodějnictví.